# Triatlón en los Juegos Asiáticos
El triatlón fue admitido en los Juegos Asiáticos desde la decimoquinta edición que se celebró en Doha (Catar) en 2006.

## Ediciones
| N.º | Año  | Sede      | País          |
| --- | ---- | --------- | ------------- |
| I   | 2006 | Doha      | Catar         |
| II  | 2010 | Cantón    | China         |
| III | 2014 | Incheon   | Corea del Sur |
| IV  | 2018 | Palembang | Indonesia     |
| V   | 2022 | Hangzhou  | China         |

## Palmarés

### Masculino
| N.º | Año  | Sede                     | Oro                      | Plata                         | Bronce                        |
| --- | ---- | ------------------------ | ------------------------ | ----------------------------- | ----------------------------- |
| I   | 2006 | Doha ( Catar)            | Dmitri Gaag · Kazajistán | Chi Wo Lee Hong Kong          | Danylo Sapunov · Kazajistán   |
| II  | 2010 | Cantón ( China)          | Yuichi Hosoda Japón      | Ryosuke Yamamoto Japón        | Dmitri Gaag · Kazajistán      |
| III | 2014 | Incheon ( Corea del Sur) | Yuichi Hosoda Japón      | Hirokatsu Tayama Japón        | Bai Faquan China              |
| IV  | 2018 | Palembang ( Indonesia)   | Jumpei Furuya Japón      | Ayan Beisenbayev · Kazajistán | Li Mingxu China               |
| V   | 2022 | Hangzhou ( China)        | Kenji Nener Japón        | Makoto Odakura Japón          | Ayan Beisenbayev · Kazajistán |

### Femenino
| N.º | Año  | Sede                     | Oro                  | Plata                   | Bronce                      |
| --- | ---- | ------------------------ | -------------------- | ----------------------- | --------------------------- |
| I   | 2006 | Doha ( Catar)            | Wang Hongni China    | Ai Ueda Japón           | Akiko Sekine Japón          |
| II  | 2010 | Cantón ( China)          | Mariko Adachi Japón  | Akane Tsuchihashi Japón | Jang Yun-Jung Corea del Sur |
| III | 2014 | Incheon ( Corea del Sur) | Ai Ueda Japón        | Juri Ide Japón          | Wang Lianyuan China         |
| IV  | 2018 | Palembang ( Indonesia)   | Yuko Takahashi Japón | Zhong Mengying China    | Hoi Long Macao              |
| V   | 2022 | Hangzhou ( China)        | Yuko Takahashi Japón | Lin Xinyu China         | Yang Yifan China            |

### Relevo mixto
| N.º | Año  | Sede                     | Oro                                                        | Plata                                                          | Bronce                                                      |
| --- | ---- | ------------------------ | ---------------------------------------------------------- | -------------------------------------------------------------- | ----------------------------------------------------------- |
| I   | 2006 | —                        | No realizado                                               | No realizado                                                   | No realizado                                                |
| II  | 2010 | —                        | No realizado                                               | No realizado                                                   | No realizado                                                |
| III | 2014 | Incheon ( Corea del Sur) | Yuka Sato Hirokatsu Tayama Ai Ueda Yuichi Hosoda Japón     | Jeong Hye-Rim Heo Min-Ho Kim Gyu-Ri Kim Ji-Hwan Corea del Sur  | Xin Lingxi Duan Zhengyu Huang Yuting Bai Faquan China       |
| IV  | 2018 | Palembang ( Indonesia)   | Yuka Sato Jumpei Furuya Yuko Takahashi Yuichi Hosoda Japón | Jang Yun-Jung Kim Ji-Hwan Park Ye-Jin Heo Min-Ho Corea del Sur | Bailee Brown Law Leong Tim Hilda Choi Wong Tsz To Hong Kong |
| V   | 2022 | Hangzhou ( China)        | Kenji Nener Yuko Takahashi Takumi Hojo Yuka Sato Japón     | Li Mingxu Lin Xinyu Fan Junjie Huang Anqi China                | Tsz To Wong Bailee Brown Jason Ng Charlotte Hall Hong Kong  |

## Medallero histórico
- Actualizado hasta Hangzhou 2022.[1]

| Núm. | País          | Oro | Plata | Bronce | Total |
| ---- | ------------- | --- | ----- | ------ | ----- |
| 1    | Japón         | 11  | 6     | 1      | 18    |
| 2    | China         | 1   | 3     | 5      | 9     |
| 3    | Kazajistán    | 1   | 1     | 3      | 5     |
| 4    | Corea del Sur | 0   | 2     | 1      | 3     |
| 5    | Hong Kong     | 0   | 1     | 2      | 3     |
| 6    | Macao         | 0   | 0     | 1      | 1     |
|      | TOTAL         | 13  | 13    | 13     | 39    |